# ألان هودسون
ألان هودسون (27 أكتوبر 1951 - 6 أكتوبر 2016) (بالإنجليزية: Alan Hodgson)‏ هو لاعب كريكت بريطاني. لعب مع نادي مقاطعة نورثامبتونشير للكريكت ‏.

## وصلات خارجية
- ألان هودسون على موقع إي آس بي آن كريك إنفو (الإنجليزية)